# DDR-Mannschaftsmeisterschaft im Schach 1970
Bei der DDR-Mannschaftsmeisterschaft im Schach 1970 holte die Schachgemeinschaft Leipzig den Titel und gewann die DDR-Mannschaftsmeisterschaft.
Gespielt wurde ein Rundenturnier, wobei jede Mannschaft gegen jede andere jeweils acht Mannschaftskämpfe an acht Brettern austrug, dem sogenannten Scheveninger System. Insgesamt waren es 48 Mannschaftskämpfe, also 384 Partien. Bei jeder Mannschaft musste mindestens ein Junior (bis 20 Jahre) mitspielen.

## DDR-Mannschaftsmeisterschaft 1970

### Kreuztabelle der Sonderliga (Rangliste)
|   | Verein       | 1    | 2    | 3    | 4    | Punkte |
| - | ------------ | ---- | ---- | ---- | ---- | ------ |
| 1 | SG Leipzig   |      | 30,5 | 36,5 | 44,5 | 111,5  |
| 2 | DAW Berlin   | 33,5 |      | 32,0 | 40,0 | 105,5  |
| 3 | Buna Halle   | 27,5 | 32,0 |      | 35,5 | 095,0  |
| 4 | Post Dresden | 19,5 | 24,0 | 28,5 |      | 072,0  |

### Die Meistermannschaft
| 1.            | Schachgemeinschaft Leipzig |
| Schachfiguren | Wolfgang Pietzsch, Artur Hennings, Manfred Schöneberg, Detlef Neukirch, Lothar Vogt, Manfred Böhnisch, Rainer Knaak, Gerd Lorenz, Heinz Rätsch |

### Oberliga
| Platz | Verein                    | Punkte |
| ----- | ------------------------- | ------ |
| 01    | SG Leipzig II             | 92,5   |
| 02    | Motor SO Magdeburg        | 85,0   |
| 03    | DAW Berlin II             | 83,0   |
| 04    | Wissenschaft Potsdam      | 69,0   |
| 05    | Chemie Lützkendorf        | 67,5   |
| 06    | Buna Halle II             | 65,5   |
| 07    | Motor IFA Karl-Marx-Stadt | 65,0   |
| 08    | Lok Dresden               | 64,5   |
| 09    | Lok Leipzig Mitte         | 64,5   |
| 10    | Post Dresden II           | 63,5   |

### DDR-Liga
In der Staffel Nord zog Lok Greifswald im Saisonverlauf zurück und wurde gestrichen.
| Platz | Verein                 | Punkte |
| ----- | ---------------------- | ------ |
| 1     | Vorwärts Strausberg    | 82,5   |
| 2     | Lok Rostock            | 81,5   |
| 3     | Lok Pankow             | 70,0   |
| 4     | Einheit Friesen Berlin | 61,0   |
| 5     | Lok Brandenburg        | 60,5   |
| 6     | TH Chemie Magdeburg    | 59,5   |
| 7     | Motor SO Magdeburg II  | 59,0   |
| 8     | Rotation Berlin        | 57,5   |
| 9     | Rotation Schwedt       | 44,5   |

| Platz | Verein                       | Punkte |
| ----- | ---------------------------- | ------ |
| 01    | Lok Greiz                    | 87,0   |
| 02    | Motor Gohlis Nord Leipzig    | 83,5   |
| 03    | EVB Motor West Erfurt        | 77,5   |
| 04    | Lok Karl-Marx-Stadt          | 76,0   |
| 05    | Lok Gera                     | 75,0   |
| 06    | Chemie Schwarzheide          | 74,0   |
| 07    | Motor IFA Karl-Marx-Stadt II | 69,0   |
| 08    | TH Chemie Merseburg          | 69,0   |
| 09    | Chemie Piesteritz            | 66,5   |
| 10    | Aktivist Oelsnitz            | 42,5   |

### Aufstiegsspiele zur DDR-Liga
| Platz | Verein                      | Punkte |
| ----- | --------------------------- | ------ |
| 1     | Lok Rostock II              | 30,5   |
| 2     | Aufbau Börde Magdeburg      | 25,0   |
| 3     | Lok Schwerin                | 21,0   |
| 4     | Humboldt-Universität Berlin | 19,5   |

| Platz | Verein                 | Punkte |
| ----- | ---------------------- | ------ |
| 1     | Chemie Köpenick        | 30,5   |
| 2     | Lok Frankfurt          | 25,5   |
| 3     | Medizin Neubrandenburg | 21,5   |
| 4     | Empor Nauen            | 18,5   |

| Platz | Verein                | Punkte |
| ----- | --------------------- | ------ |
| 1     | Lok Mitte Leipzig II  | 32,5   |
| 2     | Einheit Bad Salzungen | 24,0   |
| 3     | Chemie Lützkendorf II | 21,5   |
| 4     | Motor Weimar          | 18,0   |

| Platz | Verein                   | Punkte |
| ----- | ------------------------ | ------ |
| 1     | Motor Carl Zeiss Jena    | 30,5   |
| 2     | Aktivist BKK Lauchhammer | 26,0   |
| 3     | TSG Wilkau-Haßlau        | 21,5   |
| 4     | Fortschritt Eibau        | 18,0   |

## DDR-Mannschaftsmeisterschaft der Frauen 1970

### Oberliga
Lok Erfurt meldete zur Oberliga-Saison nicht. So blieb DAW Berlin in der höchsten Spielklasse.
| Platz | Verein               | Punkte |
| ----- | -------------------- | ------ |
| 1     | DAW Berlin           | 52,5   |
| 2     | Lok Dresden          | 50,0   |
| 3     | Buna Halle II        | 44,5   |
| 4     | Wismut Aue           | 44,5   |
| 5     | Buna Halle I         | 44,0   |
| 6     | Wissenschaft Leipzig | 35,0   |
| 7     | Motor Weimar         | 34,5   |
| 8     | Chemie Leuna         | 31,0   |

### DDR-Liga
Abschlusstabellen der DDR-Liga wurden in der Fachpresse nicht veröffentlicht. Angesetzt waren zwei Staffeln. Im Norden spielten TH Chemie Magdeburg, Einheit Schwerin, TSG Gröditz und die dritte Mannschaft von Buna Halle. Die Südstaffel bestand aus Lok Gera, Lok Karl-Marx-Stadt, Motor Leipzig-Lindenau, Lok Erfurt und der BSG Sebnitz.

## Jugendmeisterschaften
| Altersklasse | männlich   | weiblich   |
| ------------ | ---------- | ---------- |
| Schüler      | Leipzig    | Buna Halle |
| Jugend       | Buna Halle | Buna Halle |